# 奇環蛺蝶
奇環蛺蝶（學名：Neptis ilos），又名伊洛環蛺蝶、黃斑三線蝶、裏黃斑三線蝶、黃環蛺蝶。
本種過去被視為黃環蛺蝶（Neptis themis）的亞種，但Yuan與Wang（1994）依翅脈細節差異將其升為獨立種，後續研究者（如Lang, 2012；Ma等，2021）皆採此分類。

## 描述
本種為中型蛺蝶，雌雄外型相近，雌蝶體型略大、無性標，前足具爪、分節、無毛。雄蝶頭部黑褐，觸角扁平，末端膨大且末段多裸露。口器褐色，下唇鬚白色、背面黑褐色。胸背褐色、腹面白；足白色，末端泛褐，前足跗節癒合、針狀、有毛。腹背褐色，腹面白色。
前翅長30-35 mm，外型近三角形，前、外緣略呈弧形，翅頂鈍；後翅近圓形，外緣翅脈略凸、具鋸齒狀。翅背面底色黑褐，具白或乳白色斑紋：前翅中室有一白條延伸至M2室，中央斑列分三段，外側有灰色細線紋與白斑列。後翅具三條帶紋：內側白色筆直，外側白色略彎，亞外緣灰色細窄。翅腹面內側赭褐色，外側乳黃色，白紋位置與背面相對應，另有兩道黑褐色帶紋及一條基部白條。後翅背面前緣有灰白色特化鱗組成的性標。緣毛黑白相間。

## 分佈
分布於俄羅斯遠東、華北、華中、華西、華東及臺灣；臺灣則見於本島中至高海拔山區。

## 棲地
主要棲息於常綠闊葉林，偏好海拔1500至2500公尺的原始林環境，活動於林緣與樹冠層，一年一代，成蝶春夏季出現，會吸食腐敗物與水分，雄蝶具領域行為；幼蟲以無患子科的臺灣紅榨槭為食，可能亦利用尖葉槭，並以早齡幼蟲越冬。